# 싱귤래러티 (운영 체제)

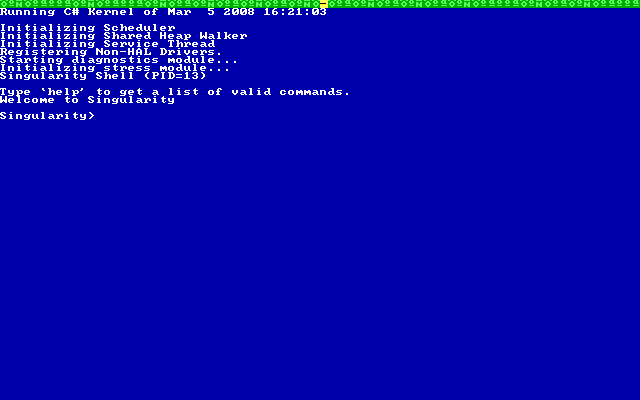
부팅 후의 싱귤래러티.

싱귤래러티(Singularity)는 마이크로소프트 리서치가 2003년부터 2010년까지 개발했던 실험적 운영 체제(OS)이다. 커널, 장치 드라이버, 응용 소프트웨어가 모두 매니지드 코드로 작성되는 높은 의존성 OS로 설계되었다. 내부 보안은 하드웨어 메모리 보호 대신 자료형 안전을 사용한다.

## 비슷한 프로젝트
- 인페르노: 1995년에 첫 개발. 플랜 9 기반. 프로그램들은 C# with CIL이 아닌 림보로 작성되었으며 기계어로 구동됨.
- 자바OS: 싱귤래러티와 동일한 개념의 레거시 운영 체제.
- JNode: 싱귤래러티와 개념이 비슷한 운영 체제이지만 C# with CIL 대신 자바를 사용.
- JX: 싱귤래러티와 같은 자바 운영 체제. 하드웨어 메모리 보호 대신 형 안전을 사용.
- Phantom OS: 매니지드 운영 체제.
- 샤프OS: C#을 사용하여 운영 체제를 작성하려는 과거의 오픈 소스의 산물.
- MOSA: 닷넷 프레임워크 컴파일러이자 C#을 사용하는 운영 체제.
- 코스모스: 오픈 소스 빌딩 블록 툴킷. (C#을 사용하여 운영 체제를 개발하기 위함)

## 같이 보기
- 언어 기반 시스템
- Spec#
- Sing#
- 미도리